# جورجينيو (لاعب كرة قدم مواليد 1991)
جورجينيو هو لاعب كرة قدم برازيلي في مركز الوسط، ولد في 25 يناير 1991. لعب مع هامرون سبارتانز.